# 2576 Yesenin
2576 Yesenin este un asteroid din centura principală, descoperit pe 17 august 1974 de Liudmila Juravliova.